# Colegio de Traductores Públicos del Uruguay
El Colegio de Traductores Públicos del Uruguay (CTPU) es una asociación civil sin fines de lucro fundada en 1950 que vela por la optimización de los servicios que brindan los traductores públicos en el Uruguay.
Es miembro de la Federación Internacional de Traductores (FIT) y de la Agrupación Universitaria del Uruguay (AUDU).

## Eventos
- Los días 8, 9 y 10 de septiembre de 2011 celebró el Primer Congreso de Traducción e Interpretación en Uruguay.[2]

- Los días 9, 10 y 11 de septiembre de 2017 se celebró el Segundo Congreso Internacional de Traducción e Interpretación en Uruguay. Contó con la presencia de Amparo Hurtado Albir y Claudia Amengual.[3]